# Battiti Live
Cornetto Battiti Live, più semplicemente Battiti Live (noto dal 2003 al 2019 come Radio Norba Battiti Live, nel 2020 come Radio Norba Vodafone Battiti Live, e dal 2021 al 2024 come Radio Norba Cornetto Battiti Live) è un evento musicale italiano che si svolge dal 14 agosto 2003, durante la stagione estiva nelle piazze della Puglia, e al quale partecipano numerosi artisti italiani e internazionali. L'evento, organizzato dal Gruppo Norba, va in onda in radio su Radionorba, in diretta televisiva su Telenorba e Radionorba TV e in differita televisiva prima su Italia 1 (2017-2023) e poi su Canale 5 (dal 2024).

## Storia
Ideato e diretto fino al 2013 da Titta De Tommasi, Battiti Live è nato dal programma radiofonico di Radionorba Battiti dalla Caverna, andato in onda dal 1995 al 2008, dove i più importanti cantanti italiani si esibivano in versione acustica davanti al pubblico. I primi conduttori, dal 1995 al 2000, sono stati Savino Zaba e Maria Grazia Carulli.
Nelle prime edizioni, diversi DJ animavano le piazze del sud Italia, con la presenza di qualche cantante famoso. Dalle edizioni successive, vengono ospitati solo cantanti di fama nazionale e internazionale.
Gli spettacoli sono stati trasmessi solo in radio fino al 2008, anno in cui, nelle tappe di Bari e Lecce, viene sperimentata la diretta radio-TV, che verrà mantenuta per tutte le tappe dall'edizione successiva.
Nel 2013 la direzione artistica è stata affidata ad Alan Palmieri, anno in cui è stato mandato in diretta nazionale attraverso il circuito di televisioni private gestite da Publishare. 
Dal 2014 Radionorba TV è visibile sul satellite su Sky (in Free to air). 
Nel 2017 i concerti di Battiti Live vanno in onda per la prima volta su una rete nazionale, venendo trasmessi in differita su Italia 1 il mercoledì sera a partire dal 2 agosto; la diretta rimane la domenica su Radionorba.
La tappa di Lecce del 2011, in piazza Sant'Oronzo, è stata tristemente ricordata per la morte di un giovane di San Giorgio Ionico (paese in provincia di Taranto) di 21 anni colto da arresto cardiaco mentre assisteva al concerto; la serata è stata poi dedicata al giovane.
La prima tappa dell'edizione 2016 si sarebbe dovuta svolgere il 17 luglio a Bisceglie ma, in segno di lutto per l'incidente ferroviario tra Andria e Corato del 12 luglio, lo show è stato posticipato di una settimana a Lecce. La tappa conclusiva si è tenuta a Bisceglie, mercoledì 17 agosto. Nella serata, intitolata "Batte forte il cuore della Puglia", è stata realizzata una raccolta fondi per le famiglie delle vittime e si sono esibiti solo cantanti pugliesi o, in qualche modo, legati alla Puglia.
Nel 2020 l'evento è stato realizzato con posti limitati in seguito all'emergenza sanitaria legata al COVID-19 e sempre nel 2020 è subentrata la partnership con Vodafone Italia, da cui deriva la nuova denominazione Radio Norba Vodafone Battiti Live.
La raccolta pubblicitaria dell'evento è affidata a Digitalia '08-Radio (Gruppo Mediaset).
L'11 maggio 2021, Mediaset e Radionorba hanno siglato il rinnovo della partnership fino all'estate 2023; ciò consente a Battiti Live di continuare ad andare in onda per almeno altri tre anni sulle reti Mediaset. L'evento torna di conseguenza anche nel 2021 con lo stesso format dell'anno precedente per via dell'emergenza sanitaria legata al COVID-19 (ossia con un unico palco principale, a Otranto, con posti limitati, e con performance On the road da altre 15 località, tre per ogni puntata), inoltre è stato rinnovato il logo della manifestazione (insieme a quello di Radionorba, che è stato cambiato il 31 maggio 2021). Sempre nell'edizione 2021, è subentrata la partnership con il Cornetto Algida, da cui deriva la nuova denominazione Radio Norba Cornetto Battiti Live.
Dal 31 marzo al 25 aprile 2022 è andato in onda, per quattro puntate in prima serata su Italia 1, grazie alla partnership con MSC Crociere, lo spin-off Battiti Live presenta: MSC Crociere - Il viaggio della musica, con la conduzione di Elenoire Casalegno, Nicolò De Devitiis e Mariasole Pollio. La prima puntata è stata trasmessa di giovedì, mentre le successive tre di lunedì. Dal 10 al 25 aprile 2022 è andata in onda in replica su Radionorba e Radionorba TV. Lo spin-off è stato realizzato su una nave da crociera che toccava quattro mete tutte nel Mediterraneo: Palermo (Italia), La Valletta (Malta), Barcellona (Spagna) e Marsiglia (Francia).
Dal 2024, con il passaggio della messa in onda in differita su Canale 5, durante la messa in onda su quest'ultima rete e nelle ultime due serate (ad eccezione delle prime tre serate, in cui aveva mantenuto il titolo in Radio Norba Cornetto Battiti Live) su Radionorba e Radionorba TV l'evento ha perso il riferimento a Radionorba nella denominazione diventando semplicemente Cornetto Battiti Live.
Anche l'edizione 2025 è andata in onda in diretta su Radionorba e Radionorba TV e in differita su Canale 5 ed è stata anticipata dalla registrazione di Road to Battiti Live in dieci città della Puglia, per poi essere ospitata a Molfetta per cinque serate dal 18 al 22 giugno.

## Edizioni
| Edizione | Anno | Emittente radiofonica | Rete televisiva | Rete televisiva | Rete televisiva | Rete televisiva | Titolo del programma              | Titolo del programma              | Presentatori    | Presentatori    | Presentatori         | Presentatori         | Presentatori         | Registrazione e diretta | Registrazione e diretta | Differita televisiva | Differita televisiva | Puntate | Sigla                                                        |
| Edizione | Anno | Emittente radiofonica | Rete televisiva | Rete televisiva | Rete televisiva | Rete televisiva | Titolo del programma              | Titolo del programma              | Presentatori    | Presentatori    | Presentatori         | Presentatori         | Presentatori         | Inizio                  | Fine                    | Inizio               | Fine                 | Puntate | Sigla                                                        |
| -------- | ---- | --------------------- | --------------- | --------------- | --------------- | --------------- | --------------------------------- | --------------------------------- | --------------- | --------------- | -------------------- | -------------------- | -------------------- | ----------------------- | ----------------------- | -------------------- | -------------------- | ------- | ------------------------------------------------------------ |
| 1ª       | 2003 | Radionorba            | Non presenti    | Non presenti    | Non presente    | Non presente    | Radio Norba Battiti Live          | Radio Norba Battiti Live          | Mauro Dal Sogno | Mauro Dal Sogno | Angela Molinari      | Veronica             | Cristobal            | 14 agosto 2003          | 15 agosto 2003          | Non in onda          | Non in onda          | 2       | Non presente                                                 |
| 2ª       | 2004 | Radionorba            | Non presenti    | Non presenti    | Non presente    | Non presente    | Radio Norba Battiti Live          | Radio Norba Battiti Live          | Mauro Dal Sogno | Mauro Dal Sogno | Angela Molinari      | Veronica             | Cristobal            | 5 agosto 2004           | 17 agosto 2004          | Non in onda          | Non in onda          | 3       | Non presente                                                 |
| 3ª       | 2005 | Radionorba            | Non presenti    | Non presenti    | Non presente    | Non presente    | Radio Norba Battiti Live          | Radio Norba Battiti Live          | Gianni Simioli  | Gianni Simioli  | Gianni Simioli       | Antonella Caramia    | Antonella Caramia    | N.D.                    | N.D.                    | Non in onda          | Non in onda          | 3       | Non presente                                                 |
| 4ª       | 2006 | Radionorba            | Non presenti    | Non presenti    | Non presente    | Non presente    | Radio Norba Battiti Live          | Radio Norba Battiti Live          | Max Del Buono   | Max Del Buono   | Angela Molinari      | Veronica             | Cristobal            | 25 giugno 2006          | 13 agosto 2006          | Non in onda          | Non in onda          | 3       | Non presente                                                 |
| 5ª       | 2007 | Radionorba            | Non presenti    | Non presenti    | Non presente    | Non presente    | Radio Norba Battiti Live          | Radio Norba Battiti Live          | Maria Liuzzi    | Maria Liuzzi    | Maria Liuzzi         | Maria Liuzzi         | Maria Liuzzi         | 24 giugno 2007          | 15 settembre 2007       | Non in onda          | Non in onda          | 3       | Non presente                                                 |
| 6ª       | 2008 | Radionorba            | Telenorba       | Teledue         | Non presente    | Non presente    | Radio Norba Battiti Live          | Radio Norba Battiti Live          | Alan Palmieri   | Alan Palmieri   | Cristobal            | Veronica             | Antonella Caramia    | 19 luglio 2008          | 3 agosto 2008           | Non in onda          | Non in onda          | 3       | Non presente                                                 |
| 7ª       | 2009 | Radionorba            | Telenorba       | Teledue         | Non presente    | Non presente    | Radio Norba Battiti Live          | Radio Norba Battiti Live          | Mauro Dal Sogno | Marco Guacci    | Angela Molinari      | Veronica             | Antonella Caramia    | 5 luglio 2009           | 16 agosto 2009          | Non in onda          | Non in onda          | 7       | Non presente                                                 |
| 8ª       | 2010 | Radionorba            | Telenorba       | Teledue         | Non presente    | Non presente    | Radio Norba Battiti Live          | Radio Norba Battiti Live          | Alan Palmieri   | Alan Palmieri   | Roberta de Matthaeis | Roberta de Matthaeis | Roberta de Matthaeis | 9 luglio 2010           | 13 agosto 2010          | Non in onda          | Non in onda          | 6       | Non presente                                                 |
| 9ª       | 2011 | Radionorba            | Telenorba       | Teledue         | Non presente    | Non presente    | Radio Norba Battiti Live          | Radio Norba Battiti Live          | Alan Palmieri   | Alan Palmieri   | Roberta de Matthaeis | Roberta de Matthaeis | Roberta de Matthaeis | 17 luglio 2011          | 14 agosto 2011          | Non in onda          | Non in onda          | 5       | Non presente                                                 |
| 10ª      | 2012 | Radionorba            | Telenorba       | Teledue         | Non presente    | Radionorba TV   | Radio Norba Battiti Live          | Radio Norba Battiti Live          | Alan Palmieri   | Alan Palmieri   | Roberta de Matthaeis | Roberta de Matthaeis | Roberta de Matthaeis | 15 luglio 2012          | 12 agosto 2012          | Non in onda          | Non in onda          | 5       | Non presente                                                 |
| 11ª      | 2013 | Radionorba            | Telenorba       | Teledue         | Non presente    | Radionorba TV   | Radio Norba Battiti Live          | Radio Norba Battiti Live          | Alan Palmieri   | Alan Palmieri   | Roberta de Matthaeis | Roberta de Matthaeis | Roberta de Matthaeis | 14 luglio 2013          | 11 agosto 2013          | Non in onda          | Non in onda          | 5       | I Love It di Icona Pop                                       |
| 12ª      | 2014 | Radionorba            | Telenorba       | Teledue         | Non presente    | Radionorba TV   | Radio Norba Battiti Live          | Radio Norba Battiti Live          | Alan Palmieri   | Alan Palmieri   | Roberta de Matthaeis | Roberta de Matthaeis | Roberta de Matthaeis | 20 luglio 2014          | 17 agosto 2014          | Non in onda          | Non in onda          | 5       | Wasted di Tiësto feat. Matthew Koma                          |
| 13ª      | 2015 | Radionorba            | Telenorba       | Teledue         | Non presente    | Radionorba TV   | Radio Norba Battiti Live          | Radio Norba Battiti Live          | Alan Palmieri   | Alan Palmieri   | Maddalena Corvaglia  | Maddalena Corvaglia  | Celeste Savino       | 12 luglio 2015          | 9 agosto 2015           | Non in onda          | Non in onda          | 5       | Love Me Like You Do di Ellie Goulding                        |
| 14ª      | 2016 | Radionorba            | Telenorba       | Teledue         | Non presente    | Radionorba TV   | Radio Norba Battiti Live          | Radio Norba Battiti Live          | Alan Palmieri   | Alan Palmieri   | Bianca Guaccero      | Bianca Guaccero      | Bianca Guaccero      | 24 luglio 2016          | 17 agosto 2016          | Non in onda          | Non in onda          | 5       | Hymn for the Weekend dei Coldplay                            |
| 15ª      | 2017 | Radionorba            | Telenorba       | Non presente    | Italia 1        | Radionorba TV   | Radio Norba Battiti Live          | Radio Norba Battiti Live          | Alan Palmieri   | Alan Palmieri   | Elisabetta Gregoraci | Elisabetta Gregoraci | Celeste Savino       | 16 luglio 2017          | 13 agosto 2017          | 2 agosto 2017        | 30 agosto 2017       | 5       | Something Just Like This dei The Chainsmokers e dei Coldplay |
| 16ª      | 2018 | Radionorba            | Telenorba       | Non presente    | Italia 1        | Radionorba TV   | Radio Norba Battiti Live          | Radio Norba Battiti Live          | Alan Palmieri   | Alan Palmieri   | Elisabetta Gregoraci | Elisabetta Gregoraci | Mariasole Pollio     | 1º luglio 2018          | 29 luglio 2018          | 2 agosto 2018        | 30 agosto 2018       | 5       | Whatever It Takes degli Imagine Dragons                      |
| 17ª      | 2019 | Radionorba            | Telenorba       | Teledue         | Italia 1        | Radionorba TV   | Radio Norba Battiti Live          | Radio Norba Battiti Live          | Alan Palmieri   | Alan Palmieri   | Elisabetta Gregoraci | Elisabetta Gregoraci | Mariasole Pollio     | 30 giugno 2019          | 28 luglio 2019          | 10 luglio 2019       | 7 agosto 2019        | 5       | Happier di Marshmello feat. Bastille                         |
| 18ª      | 2020 | Radionorba            | Telenorba       | Teledue         | Italia 1        | Radionorba TV   | Radio Norba Vodafone Battiti Live | Radio Norba Vodafone Battiti Live | Alan Palmieri   | Alan Palmieri   | Elisabetta Gregoraci | Elisabetta Gregoraci | Mariasole Pollio     | 26 luglio 2020          | 23 agosto 2020          | 27 luglio 2020       | 31 agosto 2020       | 5       | Savage Love di Jason Derulo e Jawsh 685                      |
| 19ª      | 2021 | Radionorba            | Telenorba       | Teledue         | Italia 1        | Radionorba TV   | Radio Norba Cornetto Battiti Live | Radio Norba Cornetto Battiti Live | Alan Palmieri   | Alan Palmieri   | Elisabetta Gregoraci | Elisabetta Gregoraci | Mariasole Pollio     | 25 giugno 2021          | 3 luglio 2021           | 13 luglio 2021       | 10 agosto 2021       | 5       | Right Now di Sophie and the Giants                           |
| 20ª      | 2022 | Radionorba            | Telenorba       | Teledue         | Italia 1        | Radionorba TV   | Radio Norba Cornetto Battiti Live | Radio Norba Cornetto Battiti Live | Alan Palmieri   | Alan Palmieri   | Elisabetta Gregoraci | Elisabetta Gregoraci | Mariasole Pollio     | 17 giugno 2022          | 10 luglio 2022          | 5 luglio 2022        | 2 agosto 2022        | 5       | La dolce vita di Fedez, Tananai e Mara Sattei                |
| 21ª      | 2023 | Radionorba            | Telenorba       | Teledue         | Italia 1        | Radionorba TV   | Radio Norba Cornetto Battiti Live | Radio Norba Cornetto Battiti Live | Alan Palmieri   | Alan Palmieri   | Elisabetta Gregoraci | Elisabetta Gregoraci | Mariasole Pollio     | 21 giugno 2023          | 9 luglio 2023           | 4 luglio 2023        | 1º agosto 2023       | 5       | Disco Paradise di Fedez, Annalisa e Articolo 31              |
| 22ª      | 2024 | Radionorba            | Canale 5        | Canale 5        | Canale 5        | Radionorba TV   | Radio Norba Cornetto Battiti Live | Cornetto Battiti Live             | Ilary Blasi     | Ilary Blasi     | Alvin                | Alvin                | Rebecca Staffelli    | 21 giugno 2024          | 7 luglio 2024           | 8 luglio 2024        | 5 agosto 2024        | 5       | Karma dei The Kolors                                         |
| 23ª      | 2025 | Radionorba            | Canale 5        | Canale 5        | Canale 5        | Radionorba TV   | Cornetto Battiti Live             | Cornetto Battiti Live             | Ilary Blasi     | Ilary Blasi     | Alvin                | Alvin                | Nicolò De Devitiis   | 18 giugno 2025          | 22 giugno 2025          | 7 luglio 2025        | 4 agosto 2025        | 5       | Serenata di Alessandra Amoroso e Serena Brancale             |

## Location
| Edizione | Location | Location |
| Edizione | Tappe principali                                                                                             | On the road |
| -------- | --- | --- |
| 1ª       | Lecce | Non presenti |
| 2ª       | San Nicandro Garganico, Trani, Sant'Agata di Puglia                                                          | Non presenti |
| 3ª       | Campomarino di Maruggio, Brindisi, Conversano, Trani, Vieste, Gallipoli, Potenza, Rutigliano, Bari, Napoli   | Non presenti |
| 4ª       | Lecce, Bari, Cerignola, Brindisi, Trani, Potenza, Campomarino di Maruggio, Mola di Bari, Gallipoli, Napoli   | Non presenti |
| 5ª       | Lecce, Bari, Brindisi, Marina di Ginosa, Mola di Bari, Barletta                                              | Non presenti |
| 6ª       | Matera, Bari, Lecce, Canosa di Puglia, Policoro, Terlizzi, San Pietro in Bevagna, Monopoli, Marina di Ginosa | Non presenti |
| 7ª       | Foggia, Lecce, Bari, Matera, Conversano, Castellaneta Marina                                                 | Non presenti |
| 8ª       | Matera, Bari, Lecce, Margherita di Savoia, Bisceglie                                                         | Non presenti |
| 9ª       | Bari, Lecce, Brindisi, Matera, Bisceglie                                                                     | Non presenti |
| 10ª      | Bari, Lecce, Manfredonia, Matera                                                                             | Non presenti |
| 11ª      | Bari, Lecce, Trani, Altamura, Manfredonia                                                                    | Non presenti |
| 12ª      | Matera, Bari, Gallipoli, Bisceglie, Taranto                                                                  | Non presenti |
| 13ª      | Brindisi, Bisceglie, Gallipoli, Manfredonia, Bari                                                            | Non presenti |
| 14ª      | Lecce, San Severo, Bari, Matera, Bisceglie                                                                   | Non presenti |
| 15ª      | Bari, Nardò, Andria, Melfi, Taranto                                                                          | Non presenti |
| 16ª      | Ostuni, Lecce, Andria, Melfi, Bari                                                                           | Non presenti |
| 17ª      | Vieste, Brindisi, Trani, Gallipoli, Bari                                                                     | Non presenti |
| 18ª      | Otranto | Alberobello, Altamura, Andria, Bari, Brindisi, Castellana Grotte, Foggia, Gallipoli, Giovinazzo, Lecce, Manfredonia, Mesagne, Mola di Bari, Molfetta, Monopoli, Ostuni, Porto Cesareo, Taranto, Trani, Vieste |
| 19ª      | Otranto | Polignano a Mare, Vieste, Barletta, Grottaglie, Santa Maria di Leuca, Martina Franca, Gallipoli, Gravina in Puglia, Fasano, Giovinazzo, Taranto, Bari, Brindisi, Foggia, Lecce                                |
| 20ª      | Bari, Gallipoli, Trani                                                                                       | Francavilla Fontana, Ceglie Messapica, Vieste, Manfredonia, Lucera, Massafra, Conversano, Martina Franca, Manduria, Otranto                                                                                   |
| 21ª      | Bari, Gallipoli                                                                                              | Canosa di Puglia, Barletta, Massafra, Mesagne, Fasano, Taranto, Peschici, Vieste, Marina di San Foca, Giovinazzo                                                                                              |
| 22ª      | Molfetta, Otranto                                                                                            | Foggia, Brindisi, Ostuni, Gravina in Puglia, Galatina, Sammichele di Bari, San Ferdinando di Puglia, Giovinazzo, Margherita di Savoia, Bari                                                                   |
| 23ª      | Molfetta | Taranto, Manfredonia, Trani, Ostuni, Mesagne, Gallipoli, Galatina, Bitonto, Bari, Andria |

Stime città ospitanti
| Città | Nº di volte ospitante |
| --- | --------------------- |
| Bari | 21                    |
| Lecce | 13                    |
| Gallipoli | 10                    |
| Brindisi | 9                     |
| Trani | 8                     |
| Matera | 7                     |
| Bisceglie, Vieste, Manfredonia, Taranto | 6                     |
| Foggia, Giovinazzo, Otranto, Ostuni, Andria | 4                     |
| Mola di Bari, Barletta, Mesagne, Molfetta | 3                     |
| Campomarino di Maruggio, Conversano, Potenza, Marina di Ginosa, Napoli, Melfi, Altamura, Monopoli, Manduria, Martina Franca, Canosa di Puglia, Massafra, Fasano, Gravina in Puglia, Margherita di Savoia, Galatina | 2                     |
| Sant'Agata di Puglia, San Nicandro Garganico, Rutigliano, Cerignola, Terlizzi, Policoro, Castellaneta Marina, San Severo, Nardò, Alberobello, Castellana Grotte, Porto Cesareo, Polignano a Mare, Grottaglie, Santa Maria di Leuca, Ceglie Messapica, Lucera, Francavilla Fontana, Peschici, Marina di San Foca, Sammichele di Bari, San Ferdinando di Puglia, Bitonto | 1                     |

## Audience
| Edizione | Rete televisiva | Anno | Stagione | Programmazione | Programmazione | Programmazione | Programmazione | Programmazione | Programmazione | Programmazione | Collocazione | Media auditel  | Media auditel | Premiere       | Premiere | Finale         | Finale | Compilation    | Compilation |
| Edizione | Rete televisiva | Anno | Stagione | L              | M              | M              | G              | V              | S              | D              | Collocazione | Telespettatori | Share         | Telespettatori | Share    | Telespettatori | Share  | Telespettatori | Share       |
| -------- | --------------- | ---- | -------- | -------------- | -------------- | -------------- | -------------- | -------------- | -------------- | -------------- | ------------ | -------------- | ------------- | -------------- | -------- | -------------- | ------ | -------------- | ----------- |
| 15ª      | Italia 1        | 2017 | estate   |                |                |                |                |                |                |                | Prima serata | 958 000        | 5,84%         | 1 012 000      | 6,00%    | 955 000        | 5,50%  | 1 250 000      | 6,80%       |
| 16ª      | Italia 1        | 2018 | estate   |                |                | 1 003 000      | 6,58%          | 1 162 000      | 7,30%          | 1 029 000      | Prima serata | 6,50%          | 1 112 000     | 6,91%          |          |                |        |                |             |
| 17ª      | Italia 1        | 2019 | estate   |                |                | 1 477 000      | 8,86%          | 1 691 000      | 9,35%          | 1 413 000      | Prima serata | 9,50%          | 1 295 000     | 8,13%          |          |                |        |                |             |
| 18ª      | Italia 1        | 2020 | estate   |                |                | 1 438 000      | 8,26%          | 1 611 000      | 9,50%          | 1 558 000      | Prima serata | 8,24%          | 882 000       | 5,79%          |          |                |        |                |             |
| 19ª      | Italia 1        | 2021 | estate   |                |                |                | 1 453 000      | 10,60%         | 1 790 000      | 11,92%         | Prima serata | 1 351 000      | 10,03%        | 859 000        | 8,15%    |                |        |                |             |
| 20ª      | Italia 1        | 2022 | estate   |                | 1 325 000      | 11,24%         | 1 521 000      | 12,32%         | 1 235 000      | 11,40%         | Prima serata | 927 000        | 10,20%        |                |          |                |        |                |             |
| 21ª      | Italia 1        | 2023 | estate   | 1 615 000      | 13,80%         | 2 033 000      | 16,50%         | 1 270 000      | 11,70%         | 1 075 000      | Prima serata | 8,00%          |               |                |          |                |        |                |             |
| 22ª      | Canale 5        | 2024 | estate   |                |                | 2 259 000      | 19,42%         | 2 707 000      | 22,37%         | 1 784 000      | Prima serata | 14,24%         | 1 663 000     | 15,74%         |          |                |        |                |             |
| 23ª      | Canale 5        | 2025 | estate   | 2 184 000      | 20,12%         | 2 177 000      | 19,85%         | 2 064 000      | 19,30%         |                | Prima serata |                |               |                |          |                |        |                |             |

## Spin-off

### Battiti Live presenta: MSC Crociere - Il viaggio della musica
Battiti Live presenta: MSC Crociere - Il viaggio della musica è stato un evento musicale italiano e spin-off di Battiti Live, realizzato grazie alla partnership con MSC Crociere, che si è svolto dal 31 marzo al 25 aprile 2022 su una nave da crociera che toccava quattro mete tutte nel Mediterraneo: Palermo (Italia), La Valletta (Malta), Barcellona (Spagna) e Marsiglia (Francia), per quattro puntate con la conduzione di Elenoire Casalegno, Nicolò De Devitiis e Mariasole Pollio. L'evento, organizzato dal Gruppo Norba, è andato in onda in diretta televisiva su Italia 1, in differita radio su Radionorba e in differita televisiva su Radionorba TV.
Edizioni
| Edizione | Anno | Emittente radiofonica | Rete televisiva | Rete televisiva | Presentatori       | Presentatori       | Presentatori     | Diretta televisiva | Diretta televisiva | Puntate | Differita radio | Differita radio | Sigla                    | Location                                    |
| Edizione | Anno | Emittente radiofonica | Rete televisiva | Rete televisiva | Presentatori       | Presentatori       | Presentatori     | Inizio             | Fine               | Puntate | Inizio          | Fine            | Sigla                    | Location                                    |
| -------- | ---- | --------------------- | --------------- | --------------- | ------------------ | ------------------ | ---------------- | ------------------ | ------------------ | ------- | --------------- | --------------- | ------------------------ | ------------------------------------------- |
| 1ª       | 2022 | Radionorba            | Italia 1        | Radionorba TV   | Elenoire Casalegno | Nicolò De Devitiis | Mariasole Pollio | 31 marzo 2022      | 25 aprile 2022     | 4       | 10 aprile 2022  | 25 aprile 2022  | Clap Your Hands di Kungs | Palermo, La Valletta, Barcellona, Marsiglia |

Audience
| Edizione | Rete televisiva | Anno | Stagione  | Programmazione | Programmazione | Programmazione | Programmazione | Programmazione | Programmazione | Programmazione | Collocazione | Media auditel  | Media auditel | Premiere       | Premiere | Finale         | Finale |
| Edizione | Rete televisiva | Anno | Stagione  | L              | M              | M              | G              | V              | S              | D              | Collocazione | Telespettatori | Share         | Telespettatori | Share    | Telespettatori | Share  |
| -------- | --------------- | ---- | --------- | -------------- | -------------- | -------------- | -------------- | -------------- | -------------- | -------------- | ------------ | -------------- | ------------- | -------------- | -------- | -------------- | ------ |
| 1ª       | Italia 1        | 2022 | primavera |                |                |                |                |                |                |                | Prima serata | 627 000        | 3,28%         | 798 000        | 3,88%    | 527 000        | 2,76%  |

## Loghi

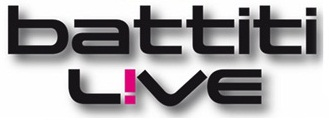
Logo usato dalla 1ª alla 10ª edizione
Logo in uso dalla 19ª edizione

## Merchandising
- Compilation CD: è stato rilasciato, nel 2020 e nel 2021 dalla Sony Music con un CD singolo, e nel 2022 e dal 2024 dalla Warner Music Italy con un doppio CD, una compilation di celebri canzoni italiane e internazionali.

## Riconoscimenti
Per celebrare il decennale della manifestazione, l'organizzazione della 10ª edizione ha istituito due premi, assegnati in ogni tappa:

### Disco Norba
Il Disco Norba è un premio che viene assegnato alle canzoni che hanno segnato le ultime dieci stagioni estive. I premiati sono:
- Noemi[16]
- Emma[17]
- Haiducii con la canzone Dragostea din tei del 2004
- Zero Assoluto con la canzone Svegliarsi la mattina del 2006
- Gemelli DiVersi con la canzone Mary del 2003

Il premio è rappresentato da un disco in vinile.

### 10 anni di Battiti Live
Il premio speciale 10 anni di Battiti Live è il premio conferito agli artisti che hanno segnato gli ultimi dieci anni della musica italiana. I premiati sono:
- Gianluca Grignani
- Gigi D'Alessio
- Loredana Bertè
- Luca Carboni
- Francesco Renga
- Anna Tatangelo

Il premio è formato da una base in legno con tre cavalli, ognuno rispettivamente, in color oro, argento e bronzo.

### Limone d'oro
Nell'undicesima e dodicesima edizione, viene istituito il premio speciale Limone d'oro in collaborazione con birra Dreher Lemon Radler. Il premio era consegnato al cantante ospite della serata, che nell'arco della sua carriera ha eseguito brani, con testi che inducevano a pomiciare (limonare).

#### Undicesima edizione
Il premio viene consegnato da Mingo, ex inviato di Striscia la notizia (il telegiornale satirico di Antonio Ricci) in tutte e cinque le serate. Di seguito i vincitori:
- Alexia con il brano Per dire di no
- Stadio con il brano Acqua e sapone
- Francesco Sarcina con il brano Dedicato a te
- Max Gazzè con il brano Mentre dormi
- Zero Assoluto con il brano Svegliarsi la mattina

#### Dodicesima edizione
Il premio viene consegnato da un ospite diverso per ogni tappa. Di seguito i vincitori:
- Giusy Ferreri con il brano Non ti scordar mai di me - premia Maddalena Corvaglia
- Arisa con il brano Controvento - premia Maddalena Corvaglia
- Noemi con il brano Sono solo parole - premiano Pio e Amedeo
- Tiromancino con il brano La descrizione di un attimo - premia Mingo
- Syria con il brano L'amore è - premia Maddalena Corvaglia

### Altri premi speciali
- Nella prima tappa dell'edizione 2013, a Bari, è stato premiato Titta De Tommasi «per aver ideato il Battiti Live e per i suoi 30 anni di carriera a Telenorba e Radionorba». Il premio è stato consegnato da Savino Zaba, primo conduttore di Battiti.
- Nella terza tappa dell'edizione 2013, a Trani, è stata premiata Dolcenera, con la motivazione «di dimostrare la gratitudine all'artista che, con la sua presenza sul palco di Battiti Live, ha contribuito significativamente al successo e alla crescita dell'evento»[18]